# Lowlife Highlights
Lowlife Highlights är ett samlingsalbum från 2008 av den svenska hårdrocksgruppen Mustasch. Albumet innehåller material från bandets EMI-pediod, från The True Sound of the New West  till Powerhouse. Med andra ord inget material från bandets senaste skivor.

## Låtlista
1. "Unsafe at Any Speed" - 4:33 (från Ratsafari)
2. "Down in Black" - 2:44 (från Above All)
3. "Accident Blackspot" - 3:36 (från Powerhouse)
4. "The Deadringer" - 5:04 (från Ratsafari)
5. "I Lied" - 4:26 (från Powerhouse)
6. "Homophobic/Alcoholic" - 4:03 (från The True Sound of the New West)
7. "Fredrika" - 5:00 (från Ratsafari)
8. "6:36" - 4:46 (från Ratsafari)
9. "Haunted by Myself" - 4:14 (från Powerhouse)
10. "Black City" - 2:34 (från Ratsafari)
11. "White Magic" - 4:24 (från Above All)
12. "The Wave" - 4:56 (från The True Sound of the New West)
13. "Dogwash" - 3:05 (från Powerhouse)
14. "Monday Warrior" - 4:34 (från Ratsafari)
15. "Into the Arena" - 5:14 (från Above All)
16. "Rat Safari" - 4:22 (från Ratsafari)
17. "I Hunt Alone" - 3:18 (från Above All)
18. "Ocean Song" - 3:30 (från Above All)

## Banduppsättning
- Ralf Gyllenhammar, sång och gitarr
- Hannes Hansson, gitarr
- Mats Hansson, trummor
- Mats Johansson, bas